# Andrej Nolimal
Andrej Nolimal es un deportista esloveno que compitió en piragüismo en la modalidad de eslalon. Ganó una medalla de bronce en el Campeonato Mundial de Piragüismo en Eslalon de 2005 y una medalla de oro en el Campeonato Europeo de Piragüismo en Eslalon de 2005, ambas en la prueba de K1 por equipos.

## Palmarés internacional
| Campeonato Mundial | Campeonato Mundial  | Campeonato Mundial | Campeonato Mundial |
| Año                | Lugar               | Medalla            | Competición        |
| ------------------ | ------------------- | ------------------ | ------------------ |
| 2005               | Penrith (Australia) | Medalla de bronce  | K1 por equipos     |
| Campeonato Europeo |                     |                    |                    |
| Año                | Lugar               | Medalla            | Competición        |
| 2005               | Tacen (Eslovenia)   | Medalla de oro     | K1 por equipos     |